# پل هال
پل هال (انگلیسی: Paul Hall؛ زادهٔ ۳ ژوئیهٔ ۱۹۷۲) یک بازیکن فوتبال و مربی فوتبال اهل بریتانیا است.
وی همچنین در تیم ملی فوتبال جامائیکا بازی کرده‌است.